# Universiteit van Tanta
De Universiteit van Tanta (Engels: Tanta University, Arabisch: جامعة طنطا) is een universiteit in Tanta, Egyptische Nijldelta, die Bachelor- en Masterstudies en PhD-programma's aanbiedt. Volgens de ranking van Webometrics is het de tiende universiteit van Egypte en staat ze op plek 41 in Afrika, op plek 42 in de Arabische wereld en wereldwijd op plek 3093.

## Geschiedenis
De universiteit is opgericht in 1962 als tak van de Universiteit van Alexandrië met alleen de Faculteit Geneeskunde. In 1972 werd het een zelfstandige universiteit onder de naam University of the Middle Delta. Tegen die tijd was het aantal faculteiten uitgebreid tot vier. In 1973 werd de naam veranderd in Universiteit van Tanta.

## Faculteiten
De Universiteit van Tanta heeft de volgende faculteiten:
- Faculteit Natuurwetenschappen
- Faculteit Educatie
- Faculteit Landbouwwetenschappen
- Faculteit Techniek
- Faculteit Rechtsgeleerdheid
- Instituut voor Verpleegkunde
- Faculteit Diergeneeskunde
- Faculteit Lichamelijke Opvoeding
- Faculteit Tandheelkunde
- Faculteit Farmacie
- Faculteit Kunst en Cultuur

## Campus in Kafr el Sheikh
Naast een campus had de Universiteit van Tanta ook een campus in Kafr el Sheikh, die daar sinds 1983 zat. Op die campus zaten (delen van) de Faculteiten Educatie, Landbouwwetenschappen, Specifieke Educatie, Diergeneeskunde, Handel, Techniek en Kunst en Cultuur. In 2006 scheidde deze campus zich af en ging verder als de Universiteit van Kafr el Sheikh. Een aantal faculteiten is toen ook volledig opgegaan in deze nieuwe universiteit.

## Alumni
De Universiteit van Tanta heeft de volgende bekende alumni:
- Eman Ghoneim, geomorfoloog
- Nabil Farouk (1956), schrijver
- Ahmad Khaled Tawfeq (1962), schrijver, studeerde geneeskunde